# Арудж Барбаросса
Ору́дж Барбаро́сса (осман. عروج رئيس‎, у европейцев — Aruj Barbarossa; ок. 1473—1518), известен также как Баба́ Ору́дж (осман. بابا عروج‎, Отец Орудж) — османский адмирал, в конце жизни — султан Алжира.

## Биография
Орудж Барбаросса — уроженец греческого острова Лесбос. Происхождение его точно неизвестно, некоторые авторы считают его греком, перешедшим из православия в ислам, другие — сыном турка и гречанки, третьи — сыном отуреченного албанца. Его отец представитель сипахов Якуб-ага участвовал в османском завоевании Лесбоса (1462 г.), получил землю в лесбосской деревне Бонова и женился на гречанке Катерине, вдове православного священника. У них родились две дочери и четыре сына: Исхак, Орудж, Хизир (Хайреддин Барбаросса) и Ильяс. Якуб-ага стал купцом-судовладельцем и стал известен как Якуб-реис. Сыновья его с детства привыкли к морской стихии.
В 16 лет Орудж поступил добровольцем на турецкое пиратское судно. Уже в возрасте 20 лет он отличался отвагой и беспощадностью. Попав во время боя в плен к родосским рыцарям-иоаннитам, был сослан на остров Родос, но вскоре бежал и снова стал пиратом. Позже, взбунтовав команду, захватил корабль и стал предводителем. Одной из первых операций, совершенных им, был дерзкий захват двух военных галер, принадлежавших папе римскому Юлию II.
Заключив договор с эмиром Туниса, Орудж получил в распоряжение остров Джербу, на котором организовал базу своего пиратского флота, в обмен на обязательство отдавать эмиру 20 % от захваченной пиратской добычи, однако вскоре сумел добиться уменьшения доли эмира до 10 %. Флот Оруджа, пополняемый кроме турок маврами, а также христианами с Иберийского полуострова, не оставлял в покое практически все порты Средиземноморского побережья. В 1516 году мавританский султан Селим ат-Туми, призвав на помощь Оруджа, захватил Алжир и провозгласил себя эмиром Алжира. Пользовавшийся полным доверием нового эмира, Орудж, войдя к нему в бассейн во время купания, собственноручно задушил в воде Селима и провозгласил себя владыкой Алжира под именем Барбароссы I. В 1516—1517 годах Орудж разгромил войска Мулая Абу-Абдаллаха, вассала испанского короля, взяв города Медеа, Тенес и другие арабские и берберские поселения.
После ряда осложнений на суше и на море с войсками и флотом испанского короля Карла I султан Барбаросса I, потеряв значительное количество соратников, был вынужден оставить Алжир на своего брата Хайреддина и с отрядом всего в 1500 человек отправиться за помощью к марокканскому султану. В 1517 году он захватил город Тлемсен. Будучи в мае 1518 года настигнут испанцами у реки Саладо, Барбаросса успел переправиться на другой берег и имел возможность спастись, однако, видя, как отважно сражаются его товарищи, принял решение вернуться к отряду и погиб в неравном бою.
Распространено мнение, что Орудж имел прозвище Барбаросса (то есть «Рыжебородый»). Однако в «Британской энциклопедии» сказано:

Барбаросса — имя, которое христиане дали семье грозных морских разбойников и османских адмиралов XVI века, а именно Оруджу (Харуджу), Хызыру (Хайр эд-Дину, Хайраддину) и Хасану, сыну Хайраддина. В 1840 г. капитан [Жан-Луи-Мари-Станислас] Валсин-Эстерхази, автор исторического описания правления Османской империи в Африке, выдвинул предположение, что Барбаросса — Рыжебородый — было просто искажением имени Баба Орудж (отец Арудж). Арабская же хроника рассматриваемой эпохи, опубликованная С. Рэнгом и Ф. Денисом в 1837 г., ясно говорит, что именем Барбаросса христиане называли только Хайр-эд-Дина.

## Память
В XX веке именем Оруджа было названо несколько подводных лодок ВМФ Турции (субмарины класса «Орудж Раис»).
В 2018 году в Алжире был открыт памятник Оруджу — статуя пятиметровой высоты, созданная алжирскими скульпторами Али и Сами Меббани.
В 2021 году на турецком телеканале TRT 1 вышел сериал «Барбаросса: Меч Средиземноморья», в котором роль Оруджа исполнил киноактёр Энгин Алтан Дюзьятан.
Бард Евгений Лукин выпустил песню "Баллада об Орудже Барбароссе" где изложил свой взгляд на жизнь и смерть знаменитого пирата.